# Артур Онегер
Артур Онегер (роден Оскар-Артур Онегер) (на френски: Arthur Honegger) е швейцарски композитор, роден във Франция, където завършва Парижката консерватория. Известен е като един от членовете на френската „Шесторка“, както и като един от най-значимите симфонисти на 20 век.

## Стилови особености
Композира в симфоничния жанр. Творбите му носят различни значими философски идеи и послания: война и мир, отношения между хората, конфликт човек – общество. Подобно на Густав Малер се прекланя пред природата. Възприема я като безкрайно възраждащ се живот. Почитател е на полифонията и линеарната полифония, както и на смелия дисонантен хармонически език. В музиката му се наблюдава широка палитра от емоции: драматизъм, трагизъм, зловещи образи, мрак, пасторал, хумор и гротеска. Внася и урбанизъм.

## Творчество
Негови са симфоничните поеми „Летен пасторал“, „Ръгби“, „Хораций-Победител“ и др. Една от най-известните му творби е симфоничното движение „Пасифик 231“, което представлява интерпретация на движението на парен локомотив.